# Pseudogerunda shihlingensis
Pseudogerunda shihlingensis är en insektsart som beskrevs av Zheng, Z. 1977. Pseudogerunda shihlingensis ingår i släktet Pseudogerunda och familjen gräshoppor. Inga underarter finns listade i Catalogue of Life.